# Nelly Diener

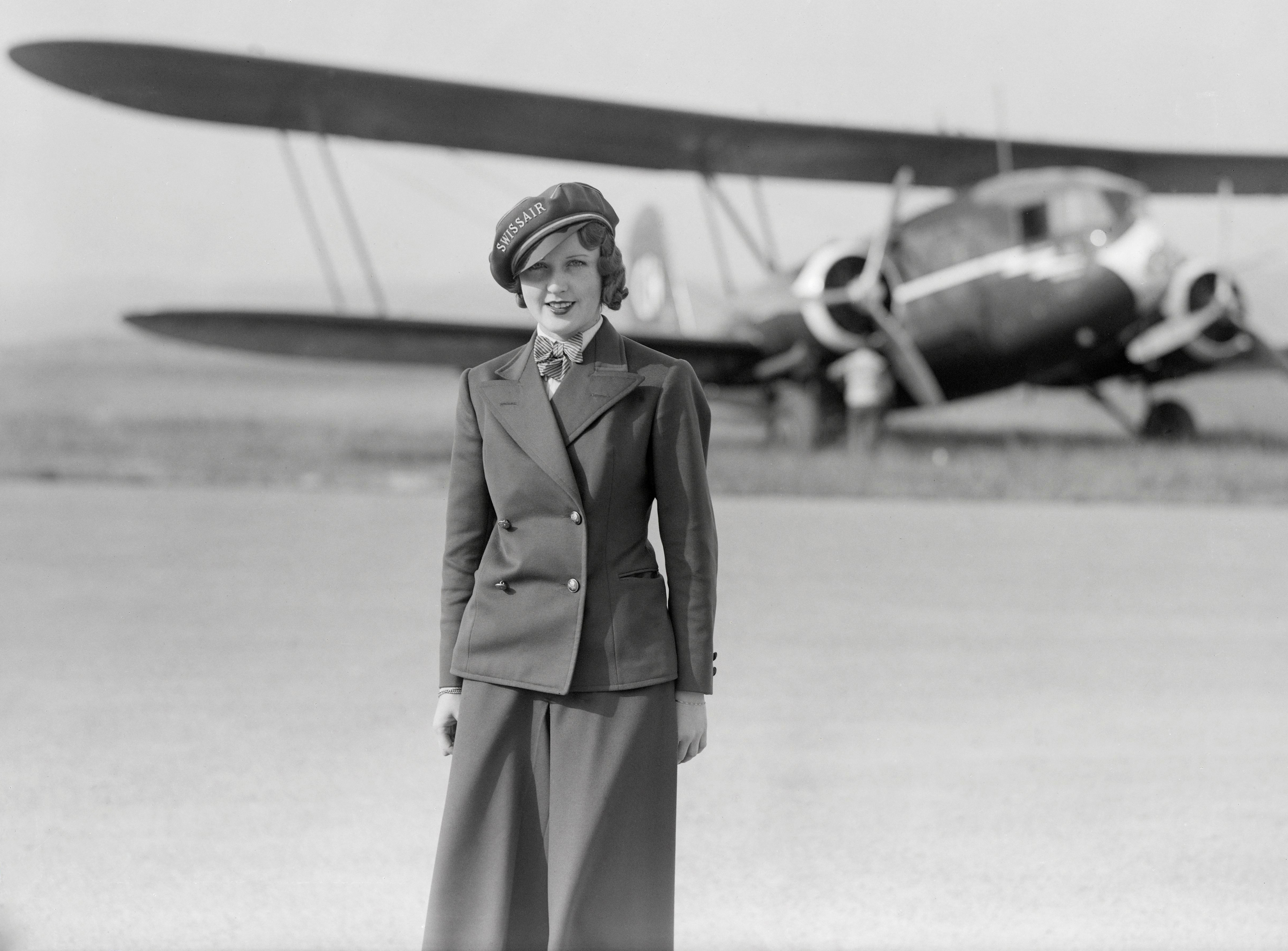

Nelly Hedwig Diener (5 februari 1912 - Tuttlingen, 27 juli 1934) was een Zwitserse stewardess.
Zij was Europa's eerste stewardess, werkte bij de Zwitserse luchtvaartmaatschappij Swissair en maakte naam als "Engel der Lüfte". Ze begon haar loopbaan op 1 mei 1934 met een vlucht van Zürich naar Berlijn. Ze vloog in totaal 79 keer en verongelukte op 22-jarige leeftijd met een Curtiss T-32C Condor II in Baden-Württemberg.